# 李鐘燮
李鐘燮（韓語：이종섭，1960年8月20日—），韓國退役軍人及政治人物，在尹錫悅政府期間出任第48任韓國國防部長。他於1984年起在韓國陸軍服役，现役时曾任陸軍第7軍軍長、聯合參謀本部次長等職。至2018年以中將軍銜退役。
2023年末，卸任防長的李鐘燮因涉嫌对韓國海軍陸戰隊蔡姓上等兵殉职事故施压，而接受高级公職人員犯罪調查處调查。2023年12月，公调处对其采取限制出境措施。隔年3月，總統尹锡悦宣佈提名李鐘燮出任駐澳大利亚大使，法務部同時接受了李钟燮的异议聲请，于3月8日解除其出境禁令，于是李钟燮于10日启程赴澳履新。3月29日，李钟燮在壓力下宣佈辞职，總統尹锡悦接受辞呈，其在任時間不到一個月。